# Drosophila sinobscura
Drosophila sinobscura är en tvåvingeart som beskrevs av Mahito Watabe 1996. Drosophila sinobscura ingår i släktet Drosophila och familjen daggflugor.
Artens utbredningsområde är Taiwan.